# Catharina van Nevers

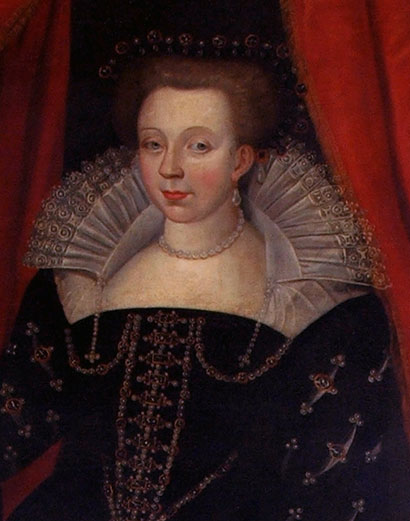
Catharina van Nevers - Catharina van Kleef

Catharina van Nevers (1548 - Parijs, 11 mei 1633), ook Catharina de Clèves of van Kleef, was gravin van Eu en van 1570 bis 1588 hertogin van Guise, door haar tweede huwelijk met Hendrik I van Guise. Hendrik was leider van Katholieke Liga tijdens de Hugenotenoorlogen en werd om die reden vermoord in opdracht van koning Hendrik III van Frankrijk, zoon van Catharina de' Medici. Als weduwe bleef zij de liga daadkrachtig steunen en maakte namens haar zoon Karel aanspraak op de Franse troon, tevergeefs.
Na de troonsbestijging van haar neef Hendrik IV verwierf ze grote invloed aan het hof en binnen het huis Guise. Zij speelde een rol bij de beslissing van de katholieke hertogen van Guise om zich niet tegen de voormalige protestant Hendrik te keren en later ook  het regentschap van Maria de Medici te steunen. Zij gaf opdracht voor de bouw van het Hôtel de Clèves (hotel van Kleef) in Parijs en was stichteres van een aantal kerken in Eu. 

## Jeugd en huwelijken
Catharina van Nevers was een dochter van Frans I van Kleef, hertog van Nevers, en diens eerste vrouw Margaretha van Bourbon. Haar moeder was een zuster van Anton van Bourbon, titulair koning van Navarra; de latere Franse koning Hendrik IV was haar neef. Zij werd vernoemd naar haar peettante, de Franse koningin Catharina de Medici. Catharina van Nevers groeide op in het slot Grand Jardin in Joinville. Dit was de residentie van haar oudtante Antoinette van Bourbon. Uit machtspolitieke overwegingen sloten haar ouders een huwelijksovereenkomst met Karel van Croÿ voor zijn zoon Anton III van Croÿ, prins van Porcien; ze trouwden in 1560, Catharina was toen twaalf, Anton negentien. Met deze huwelijksovereenkomst werd een eind gemaakt aan militaire conflicten tussen beide families over het bezit van het graafschap Beaufort en andere landerijen. Anton van Croÿ was calvinist en eiste dat Catharina ook dit geloof aannam.
In 1564 erfde Catharina van Nevers het graafschap Eu. Volgens het toen geldende recht verviel deze titel aan haar man. Na diens dood in 1567 werd ze weer suo jure (d.w.z. in haar eigen naam) gravin van Eu. Datzelfde jaar trad ze na bemiddeling van haar peettante koningin Catharina de Medici weer toe tot de Rooms-Katholieke Kerk.
Als jonge weduwe uit de hoge adel en met een groot eigen fortuin was Catharina van Nevers een begeerde huwelijkskandidaat. Op 4 oktober 1570 trouwde ze met Hendrik I, hertog van Guise. De bruiloft vond plaats in het Hôtel de Guise in Parijs, in aanwezigheid van de koninklijke familie. De bruidegom was onder druk van het hof akkoord gegaan met het huwelijk. Na een poging om met Margaretha van Valois te trouwen (een zuster van koning Karel IX) was hij in ongenade gevallen. Door het huwelijk met Catharina van Nevers hoopte hij de band met de koning te kunnen herstellen. 
Tijdens haar huwelijk had Catharina van Nevers een affaire met Paul Stuart de Caussade, graaf van Saint-Mégrin, een gunsteling van koning Hendrik III. Saint-Mégrin werd op 21 juli 1578 vermoord, naar verluidt op bevel van Catharina’s man en diens broer. Dit werd echter nooit bewezen.

## Politiek en rol aan het hof

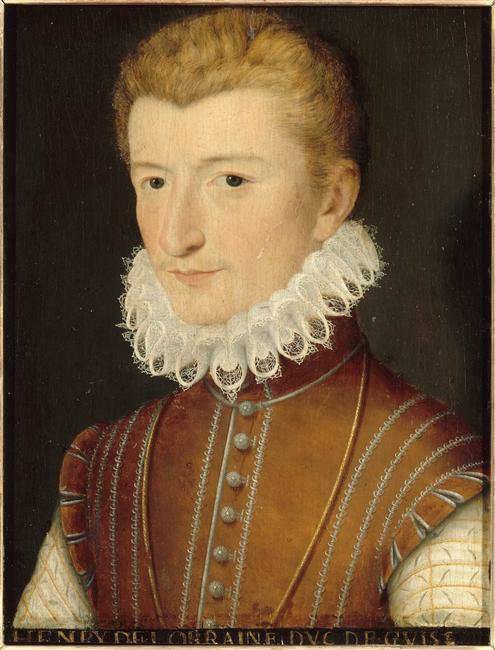
Hendrik I, hertog van Guise. Tweede echtgenoot van Catharina van Nevers

In 1588 werd Hendrik I van Guise op bevel van de koning tijdens de zogenaamde Drie-Hendriken-oorlog in het kasteel in Blois vermoord. Catharina van Nevers richtte een klaagschrift aan het parlement (de rechtbank) van Parijs waarin ze Hendrik III openlijk van moord en verraad beschuldigde en genoegdoening eiste. Ze maakte voor haar zoon Karel aanspraak op de troon na het overlijden van Hendrik III en ondersteunde de door haar man opgerichte Katholieke Liga. Hiermee keerde ze zich tegen haar neef, de protestantse troonkandidaat koning Hendrik van Navarra die uiteindelijk als Hendrik IV koning van Frankrijk werd. Het kwam tussen de beiden tot verzoening toen Hendrik overging tot het katholicisme. In de periode daarna wist Catharina van Nevers zijn vertrouwen te winnen. Vanaf 1594 werden haar jongste kinderen op haar verzoek als pupillen van de koning aan het hof opgevoed.
In 1595 erfde zij het graafschap Beaufort van haar nicht Catharina van Bourbon. Zij verkocht de titel aan de Franse kroon om de grote schulden te kunnen aflossen die haar man had nagelaten. Catharina van Nevers had grote invloed aan het hof; ze bekleedde de belangrijke positie van eerste eredame in het gevolg van koningin Maria de Medici.  Ook binnen de hertogelijke familie van Guise had ze een belangrijke stem. Door haar bemiddeling accepteerde de familie het koningschap van Hendrik IV en steunde na zijn overlijden het regentschap van Maria de Medici voor haar minderjarige zoon Lodewijk XIII. Toen Maria de Medici in 1617 door Lodewijk XIII naar het slot in Blois werd verbannen, voegde Catharina van Nevers zich daar bij haar. 
Zij stierf op 11 mei 1633 op 85-jarige leeftijd in het Hôtel de Clèves, dat ze zelf had laten bouwen. De uitvaart was op 23 mei, waarna haar lichaam werd overgebracht naar Eu. 

## Bouwprojecten en stichteres van kerken
Tijdens haar leven was Catharina van Nevers opdrachtgeefster voor een aantal belangrijke bouwprojecten:
- Hôtel de Clèves (ook wel Hôtel de Eu) in Parijs, in de buurt van het Louvre. Hier bevond zich ook een beroemde galerij met portretten van de leden van de families Lotharingen, Guise, Nevers en Kleve.
- de start van de nieuwbouw van het slot in Eu.

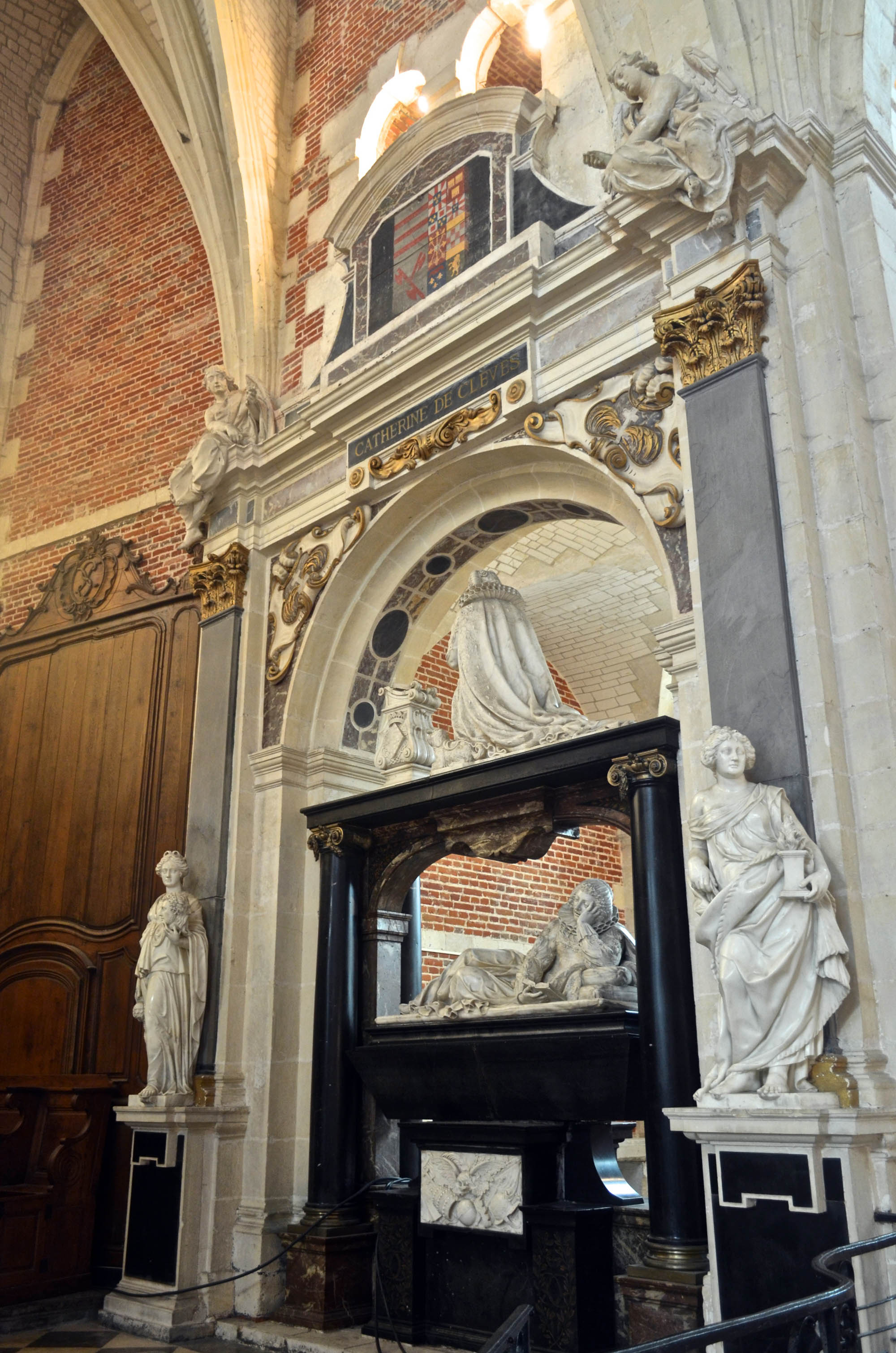
Grafmonument van Catharina van Nevers in het Jezuïetencollege in Eu.

Daarnaast stichtte ze meerdere kerken en kapellen, waaronder de ursulinenkerk en de kapucijnenkerk in Eu. Zij was ook stichteres van het Jezuïetencollege in Eu. 

## Kinderen
Het huwelijk van Catharina van Nevers met Anton van Croÿ was kinderloos.
Met haar tweede echtgenoot Hendrik van Guise had zij 14 kinderen:
- Karel (1571 - 1640), hertog van Guise, prins van Joinville, getrouwd met Henriette Catherine van Joyeuse
- Hendrik (1572 - 1574)
- Catharina (1573)
- Lodewijk (1575-1621), kardinaal en aartsbisschop van Reims, mogelijk gehuwd met Charlotte des Essarts
- Karel (1576)
- Marie (1577-1582)
- Claude (1578- 1657), hertog van Chevreuse, getrouwd met Marie de Rohan
- Catharina (1579 - jong gestorven)
- Christina (1580 - jong gestorven)
- Frans (1581-1582)
- Renée (1585-1626), abdis van het klooster Saint Pierre in Reims
- Johanna (1586- 1638), abdis van het klooster Notre-Dame de Jouarre
- Louise-Margaretha (1588-1631), getrouwd met  1) Frans van Bourbon, prins van Conti, 2) François de Bassompierre, maarschalk van Frankrijk
- Frans-Alexander Paris (1589-1614).

## Wetenswaardigheden
Catherine van Nevers komt als personage voor in de toneelstukken The Massacre at Paris door Christopher Marlowe  en Henri III et son cour, door Alexandre Dumas père.